# Boissy-Lamberville
Boissy-Lamberville is een gemeente in het Franse departement Eure in de regio Normandië en telt 276 inwoners (1999). De plaats maakt deel uit van het arrondissement Bernay.

## Geografie
De oppervlakte van Boissy-Lamberville bedraagt 8,0 km², de bevolkingsdichtheid is 34,5 inwoners per km².
De onderstaande kaart toont de ligging van Boissy-Lamberville met de belangrijkste infrastructuur en aangrenzende gemeenten.

## Demografie
Onderstaande figuur toont het verloop van het inwonertal (bron: INSEE-tellingen).